# Bakker (bedrijf)
Bakker is een Nederlandse tuinmultinational.

## Historie
Bakker is opgericht in 1945, direct na de Tweede Wereldoorlog. In die dagen ontvingen veel Nederlanders voedsel- en kledingpakketten van familie en relaties uit andere landen. Het was bekend dat Nederland net een hongerwinter achter de rug had en dat er aan vrijwel alles behoefte was. Toch wilden veel ontvangers van die geschenken graag wat terugdoen. Ze konden echter weinig terugsturen, want er was vrijwel niets in Nederland. Bloembollen waren er wel. De Nederlandse bollenexporteurs hadden belangrijke exportmarkten afgesloten gezien tijdens de oorlog. Nu was er een nieuwe markt voor bloembollen: geschenkpakketten. Dit bood nieuwe mogelijkheden, niet alleen voor de bestaande bedrijven, maar ook voor jonge mannen als Piet Bakker, die besloot voor zichzelf te beginnen. Hij plaatste advertenties in kranten, waarin hij geschenkpakketten aanbood.
Een volgende stap was om bloembollen aan te bieden voor de eigen tuin. En daarna ook andere producten, zoals planten, rozen en heesters. Er bestonden wel meer dan 50 van zulke bedrijven en bedrijfjes in de tweede helft van de veertiger jaren van de 20ste eeuw. Een aantal van hen bestond ook al voor de Tweede Wereldoorlog.

## Ontwikkeling
Van al die bedrijven bleef er één over. Bakker ontwikkelde zich tot een internationaal postorderbedrijf, dat catalogi en andere mailings aan tuinbezitters verzond. De geschilderde “prijscouranten” uit de begintijd werden vervangen door rijk geïllustreerde brochures. Sinds 1998 had Bakker ook websites in ieder land waar producten worden aangeboden.

### Bakker Groep
Bakker leverde direct aan de consument en was actief in 20 landen: Nederland, België, Luxemburg, Frankrijk, Italië, Slovenië, Tsjechië, Hongarije, Roemenië, Estland, Letland, Oostenrijk, Zwitserland, Duitsland, Denemarken, Zweden, Noorwegen, Engeland, Ierland en Polen. In Engeland was Bakker ook actief met het label Bakker Spalding Garden Company. Eerder was Bakker ook actief onder het label Willemse.com in Nederland, België, Duitsland, Oostenrijk en Zwitserland. Bestellingen werden door de consumenten in hun eigen land geplaatst, bij de klantenservices die Bakker door heel Europa had. Vrijwel alle bestellingen werden echter vanuit Nederland rechtstreeks naar de klant verzonden.

### Faillissement
Op het hoogtepunt in 2014 bedroeg de omzet van Bakker 128 miljoen euro, verspreid over twintig landen en voor het grootste deel afkomstig uit verkoop via de catalogus. Omdat de verkoop via dit medium echter steeds meer terugliep ging men meer inzetten op online verkoop, en veranderde de naam Bakker Hillegom in Bakker.com. De transitie naar online verkoop verliep echter niet vlekkeloos, ook omdat in de eerste jaren de website in feite een digitale versie van de papieren catalogus was, wat ongunstig was voor de resultaten in de lijsten van zoekmachines.
Ondanks het vertrek uit verschillende landen waar de verkoop niet goed liep (waaronder Noorwegen, Ierland en Luxemburg), lukte het niet om de online verkoop te verbeteren. Begin 2018 vraagt Bakker.com surséance van betaling aan.

### Doorstart
In april 2018 maakte het bedrijf een doorstart met 50 van de 200 medewerkers, en eind 2018 werd het bedrijf overgenomen door Yellow & Blue, de investeringsmaatschappij van Paul Nijhof en Berend van de Maat, eerder eigenaren van Wehkamp. Het bedrijf groeide weer naar 200 medewerkers. De vorige eigenaar Globitas hield een minderheidsbelang en bleef eigenaar van het onroerend goed. Directeur Erwin van Cooth bleef ook na de aandelenverkoop leiding geven aan Bakker.com.

## Familie
Bakker is een familiebedrijf. De oprichter Piet Bakker (1919) overleed in 1978 en na hem was het bedrijf in handen van zijn twee zoons Jacques Bakker (1945) en Pieter Bakker (1953)